# Sony Ericsson
Sony Erricsson je bilo udruženje dviju tvrtki (Sony Corporation i Ericsson AB) u svrhu plasiranja mobilnih uređaja na tržište. Japanska tvrtka svim vrstama računalne opreme Sony i Švedska telekomunikacijska tvrtka Ericsson spojili su svoje najbolje i najkvalitetnije dijelove te na tržište plasirali proizvod mobilnog telefona.
Sjedište Sony Ericssona bilo je u Londonu u Velikoj Britaniji, a njihovi tehnološki centri i centri za unaprjeđenje tehnike u Švedskoj, Kini, Indiji, SAD-u i Pakistanu.
2008. godine Sony Ericsson je bio na petom njestu na svijetu po prodaji mobilnih uređaja nakon Nokie, LG-a, Samsunga i Motorole.
U 2012. godini, Sony je kupio Ericssonov udio u zajedničkoj tvrtki te time postao većinski vlasnik. Tvrtka je naknadno preimenovana u Sony Mobile Communications Inc.

## Nedavne performanse
Iako se Sony Ericsson najviše unaprijeđuje i raste, 2008. godine pretekla ga je južno korejska tvrtka LG, najpoznatija po prodaji televizora.
U drugom razdoblju 2008. godine Sony Ericsson morao je otpustiti 2.000 radnika zbog lošeg poslovanja u prvom razdoblju te godine. Sony Ericsson ima otprilike 9.400 radnika diljem svijeta i 2.500 viših dužnosnika.

## Serija uređaja
- Cyber-shot - Mobilni uređaji s mogućnošću brzog slikanja te bistrijom i kvalitetnijom slikom.

- Walkman - Mobilni uređaji s mogućnošću dobrog i kvalitetnog preslušavanja glazbe (Shake Control).

- Xperia - Mobilni uređaji s mogućnošću brzog spajanja na internet te brzog i kvalitetnog "surfanja".

2007. godine Sony Ericsson je na tržište prvi izdao mobilni uređaj koji ima 5.0 megapiksela, već sljedeće 2008. godine izdao je mobilni uređaj s 8.1 megapiksela, a 2009. sa svojim novim izumom Sony Ericsson Satiom izdaju mobilni uređaj s nevjerojatnih 12.1 megapiksela koji u potpunosti može zamijeniti digitalni fotoaparat.

## MicroSD
MicroSD je prenosna memorijska kartica koja omogućuje proširivanje memorije.

#### MicroSD kartice
- MicroSD kartica od 64 megabajta

- MicroSD kartica od 128 megabajta

- MicroSD kartica od 256 megabajta

- MicroSD kartica od 512 megabajta

- MicroSD kartica od 1 gigabajt

- MicroSD kartica od 2 gigabajta

- MicroSD kartica od 4 gigabajta

- MicroSD kartica od 8 gigabajta

- MicroSD kartica od 16 gigabajta

## Uređaji
Sony Ericsson je tvrtka koja godišnje izumi nekoliko desetaka mobilnih uređaja, a proizvede nekoliko desetaka tisuća. Najraširenije serije mobitela su mobiteli iz serije W (Walkman), a prijašnjih godina bila je to K- serija.

#### Serije
- C

- D

- F

- G

- I

- J

- K

- M

- P

- R

- S

- T

- V

- W

- X

- Xperia

- Z

## Vanjske poveznice
- Službene stranice  Arhivirana inačica izvorne stranice od 2. lipnja 2009. (Wayback Machine)

- Lista Mobilnih uređaja Sony Ericsson  Arhivirana inačica izvorne stranice od 2. travnja 2009. (Wayback Machine)